# Parajes del Valle
Parajes del Valle es una localidad del estado mexicano de Baja California. Es parte del municipio de Tijuana.

## Demografía
| Censo | Población |
| ----- | --------- |
| 2000  | 4         |
| 2010  | 3 595     |
| 2020  | 7 492     |